# Andrzej Cudzich
Andrzej Cudzich (ur. 25 czerwca 1960 w Puławach, zm. 23 listopada 2003) – polski kontrabasista jazzowy, kompozytor, lider grupy Andrzej Cudzich Quartet oraz AmenBand.

## Życiorys
Naukę muzyki rozpoczął w Podstawowej Szkole Muzycznej w Nowym Targu w klasie fortepianu. Dalszą edukację kontynuował w Ogólnokształcącym Liceum Muzycznym w Krakowie w klasie kontrabasu, gdzie w 1984 ukończył Akademię Muzyczną.
W trakcie nauki w krakowskim Liceum Muzycznym rozpoczął działalność w zespole jazzowym Confirmation, z którym w 1978 zdobył II miejsce w ogólnopolskim konkursie młodych zespołów jazzowych Jazz nad Odrą we Wrocławiu. Wtedy został uhonorowany także nagrodą indywidualną. Po festiwalu zespół został zaproszony do Jugosławii i dokonał nagrań w Studiu Polskiego Radia w Krakowie.
W 1979 Andrzej Cudzich otrzymał propozycję współpracy z Januszem Muniakiem, z którym grał nieprzerwanie do roku 1985. W 1980 występował wraz z nim na Jazz Jamboree w Warszawie. W kwartecie Janusza Muniaka występował także legendarny trębacz Don Cherry, co zaowocowało dalszą współpracą i nagraniem płyty. Od tego czasu Andrzej grał na festiwalu Jazz Jamboree niemalże rokrocznie. Kolejne lata współpracy z Januszem Muniakiem obfitowały w koncerty w Polsce i poza jej granicami oraz w liczne sesje nagraniowe. Andrzej Cudzich występował m.in. na festiwalach: Jazz Ost West, Umbria Jazz, Maastricht Jazz Festival, Frankfurter Jazz Tage, Enschede Jazz Days, w Liège, Brukseli, Budapeszcie, Pradze, Dreźnie, Bratysławie i Wiedniu. Koncertował ze znanymi muzykami, takimi jak Joe Newman, Freddie Hubbard czy Sal Nistico.
Równolegle w 1982 Andrzej Cudzich zawiązał z Krzysztofem Zawadzkim grupę Walk Away. Formacja ta brała udział w krakowskim konkursie młodych zespołów Jazz Juniors, zdobywając II nagrodę.
W tym samym roku Cudzich otrzymał również propozycję współpracy z nestorem polskiej sceny jazzowej, Janem Ptaszynem Wróblewskim. Grał we wszystkich jego formacjach: Kwartet, Septet, Grand Standard Orchestra, Towarzystwo Nostalgiczne Swingulas, a także występował na wielu festiwalach jazzowych, m.in. Jazz Jantar, Jazz nad Odrą, Jazz Jamboree oraz nagrał kilka płyt.
Począwszy od 1982, Andrzej Cudzich był zapraszany do współtworzenia sekcji rytmicznych na konkursach w Zamościu, Kaliszu i Katowicach. W 1984 po raz pierwszy w plebiscycie czasopisma muzycznego Jazz Forumzostał wybrany jako najlepszy polski kontrabasista. Od tego czasu niemal nie schodził z pierwszych miejsc tej ankiety.
W 1985 rozpoczął współpracę z zaliczanym do europejskiej czołówki saksofonistów jazzowych Tomaszem Szukalskim. Nagrał z nim trzy płyty oraz koncertował na wielu festiwalach w Polsce i w Europie. Najważniejszy z nich to North Sea Jazz Festival w Hadze. Z Szukalskim występował również w Rosji, Gruzji, Łotwie, Estonii, Bułgarii, Turcji, Portugalii oraz w Etiopii. Jednocześnie w 1989 Andrzej Cudzich wziął udział w europejskim tournée (Belgia, Niemcy, Holandia, Francja) belgijskiej wokalistki Patrycji Beysens.
W latach 1990–1993 nawiązał współpracę z czołowymi postaciami jazzu francuskiego, belgijskiego i holenderskiego. Byli to m.in.: Jack van Poll, Felix Simtaine, Michell Herr, David Linx, Filip Abraham, John Ruocco, Hans Van Oosterhout, Eric Legnini, Joe Krause, Robert Jan Vermoulen, Jean Francis Prins. Wraz z nimi koncertował po całej Europie zachodniej, głównie w klubach Amsterdamu, Rotterdamu, Antwerpii, Brukseli, Lille i Paryża. W tym czasie zaczął także organizować własne zespoły, pojawiły się także pierwsze autorskie kompozycje. W 1990 wystąpił na festiwalu Jazz Jamboree jako lider międzynarodowego kwartetu z Michelem Herrem, Felixem Simtainem i Johnem Ruocco.
W 1992 rozpoczął również współpracę z wiodącą postacią jazzu polskiego, Zbigniewem Namysłowskim. Zaowocowało to występami na wielu festiwalach jazzowych, m.in. w Tbilisi, Budapeszcie, Paryżu, Frankfurcie, Hanowerze. Z zespołem Namysłowskiego koncertował również z amerykańską wokalistką, Deborah Brown.
Rok 1993 to początek blisko pięcioletniego okresu działalności z czołowym polskim gitarzystą Jarosławem Śmietaną. Okres ten obfitował w wiele podróży i nagrań. W 1994 miał miejsce pierwszy wyjazd do Stanów Zjednoczonych (Nowy Jork) i Kanady (Vancouver). W tym samym czasie rozwijała się także współpraca z saksofonistą Piotrem Baronem, a także z gwiazdami jazzu światowego, takimi jak m.in.: Eddie Henderson, Carter Jefferson, Gary Bartz, Hamiett Bluiett, Bob Berg, Gary Thomas, Joey Calderazzo, David Kikoski, Jim Mc Neally, Idris Muhammad, Greg Bandy, Carl Allen, Ronnie Burrage.
W 1996 nagrał pierwszą autorską płytę zatytułowaną Able to listen z Garym Thomasem, Davidem Kikoskim i Ronniem Burragem. Znalazły się na niej kompozycje Cudzicha, jak chociażby: Dont Look Back, Able to listen, West wind czy Watch Your step. W tym samym roku Andrzej Cudzich zainicjował również działalność zespołu AmenBand, gdzie realizował swoje pomysły kompozytorskie, pisząc piosenki utrzymane w estetyce soulowej. Do zespołu zaprosił m.in. Mieczysława Szcześniaka, Ewę Urygę oraz Beatę Bednarz. W 1998 powstał Andrzej Cudzich Quartet – kolejna autorska formacja z Joachimem Menclem, Adamem Pierończykiem oraz Łukaszem Żytą. W tym składzie została nagrana płyta Simple Way zawierająca kolejne kompozycje jazzmana: tytułowa Simple way, Nothing else to do, Exciting story oraz utwór, który znalazł się także na drugiej płycie zespołu AmenBand w wersji wokalnej: Talking to Father (Rozmowa z Ojcem).
W 2000 odbyła się trasa koncertowa z Urszulą Dudziak i Grażyną Auguścik po Polsce, Anglii, Czechach i Słowacji.
W latach 2001–2002 koncertował w Kuwejcie, Serbii i Hiszpanii:
- Andrzej Cudzich Quintet w składzie Arnau Boix, Joan Albert, Janusz Skowron, Erwin Serrutton na Międzynarodowym Festiwalu Jazzowym w Terrasie,
- Andrzej Olejniczak flamenco Quartet na trasie w Hiszpanii,
- trasy koncertowe z Piotrem Wojtasikiem,
- trio z Piotrem Wyleżołem i Łukaszem Żytą,
- współpraca z trębaczem Wallace’em Roneyem (wraz z Davidem Kikoskim i Ronniem Burrage’em – projekt nagrania płyty, który nie zdążył zostać wprowadzony w życie).

Andrzej Cudzich w trakcie swojej 25 letniej kariery artystycznej wielokrotnie angażował się jako pedagog i wychowawca młodych pokoleń muzyków, był również członkiem jury wielu konkursów. Po raz pierwszy prowadził klasę kontrabasu na Warsztatach Jazzowych w Chodzieży w roku 1983, gdzie później wielokrotnie był zapraszany jako wykładowca. Prowadził także zajęcia w klasie kontrabasu na warsztatach w innych miastach Polski, jak: Zielona Góra, Brzozów, Krosno, Bielsko-Biała, Morąg, Suwałki, Górka Klasztorna, Karpacz, Przemyśl, Kraków, Warszawa, a także poza jej granicami: Dworp (Belgia), Antwerpia (Belgia), Düsseldorf (Niemcy), Vancouver (Kanada), Ankara (Turcja), Addis Abeba (Etiopia), Moskwa (Rosja).
W 1993 został zatrudniony w Zespole Państwowych Szkół Muzycznych im. Mieczysława Karłowicza w Krakowie w charakterze nauczyciela prowadzącego zespół jazzowy, a w 2000 także w Liceum Muzycznym im. Władysława Żeleńskiego w Krakowie, do którego sam uczęszczał.
Andrzej Cudzich zmarł w 2003 roku po walce z ciężką chorobą w wieku 43 lat.
Z okazji poszczególnych rocznic śmierci muzycy jednoczyli się, by przypominać o jego osobie i twórczości. W 5. rocznicę śmierci w 2008 roku odbył się z koncert Z nieba Jazz w krakowskiej Rotundzie, w 10. rocznicę w 2013 roku miał miejsce koncert z muzyką zespołu AmenBand połączony z powołaniem Fundacji im. Andrzeja Cudzicha, zaś w 15. rocznicę w 2018 roku Fundacja przyznała Nagrodę im. Andrzeja Cudzicha „Złoty Kontrabas” na festiwalu Jazz Juniors w Krakowie.

## Dyskografia
| Nagrany | Wydany | Album                               | Wykonawca – lider                                          | Wytwórnia               |
| ------- | ------ | ----------------------------------- | ---------------------------------------------------------- | ----------------------- |
|         | 1996   | Able to Listen                      | Andrzej Cudzich, Gary Thomas, Dave Kikoski, Ronnie Burrage | Polonia Records         |
|         | 1998   | Simple Way                          | Andrzej Cudzich Quartet                                    | CD Sound                |
|         | 1996   | Łąki Twoich Obietnic                | Andrzej Cudzich – AmenBand                                 | M 002                   |
|         | 1998   | Rozmowa z Ojcem                     | Andrzej Cudzich – AmenBand                                 | Vocatio                 |
|         | 2001   | Jeszcze zdążysz                     | Andrzej Cudzich – AmenBand                                 | Dom Wydawniczy „Rafael” |
|         | 1982   | Placebo                             | Janusz Muniak                                              | PolJazz                 |
|         | 1983   | Jazz Jamboree 80                    | Don Cherry & Janusz Muniak                                 | Muza                    |
|         | 1983   | Grand Standard Orchestra Vol. II    | Jan Ptaszyn Wróblewski                                     | PolJazz                 |
|         | 1984   | Towarzystwo Nostalgiczne Swingulans | Jan Ptaszyn Wróblewski                                     | Muza SX 2218            |
|         | 1986   | Tina Blues                          | Tomasz Szukalski                                           | Wipe                    |
|         | 1987   | Continuation                        | Henryk Majewski, Robert Majewski                           | Muza                    |
|         | 1988   | Body and Soul                       | Tomasz Szukalski                                           | Muza SX 2807            |
|         | 1989   | Live at Jazz Jamboree               | Tomasz Szukalski                                           | Muza                    |
|         | 1990   | Piotr Wojtasik                      | Piotr Wojtasik                                             | Polonia Records CD 012  |
|         | 1992   | Cooperation                         | Jarek Śmietana                                             | Gowi DCG 03             |
|         | 1993   | Ballads and Other Songs             | Jarek Śmietana                                             | Starling S.A. 2222      |
|         | 1993   | Mój rodzinny blues                  | Ryszard Styła                                              |                         |
|         | 1994   | A Farewell to Maria                 | Tomasz Stańko                                              | Gowi CDG 12             |
|         | 1995   | A Time for Love                     | Andrzej Dąbrowski                                          | Polonia CD 036          |
|         | 1995   | Back to the Roots                   | Jarek Śmietana                                             | Koch Jazz               |
|         | 1995   | You Never Know                      | Jarek Śmietana                                             | Power Bros. PB 14449    |
|         | 1995   | Chopin and Other Songs              | Leszek Kułakowski                                          | Polonia CD 034          |
|         | 1996   | Live at Jazz Jamboree               | Jarek Śmietana, Eddie Henderson, Greg Bandy                | Gowi CDG 33             |
|         | 1996   | Silesia Sketches                    | Jerzy Milian                                               | Polonia                 |
|         | 1996   | Brad Terry Plays Gershwin           | Brad Terry                                                 | Starling 0552           |
|         | 1998   | Songs and Other Ballads             | Jarek Śmietana                                             | Starling CD 128         |
|         | 1996   | My Favorite Songs                   | Karolina Styła                                             | Not Two Records         |
|         | 1999   | Iza Sings Duke                      | Iza Zając                                                  | Jazz Forum              |
|         | 1999   | Exciting Story                      | Bob Berg Acoustic Quartet                                  | Walk Away Production    |
|         | 2000   | Eurofonia                           | Leszek Kułakowski                                          | Not Two Records         |
|         | 2000   | The Best Cracow Jazz vol.II         | rózni artyści                                              | Cracovia Records        |
|         | 2001   | Moonlight Walk                      | Bohdan Lizoń                                               | Not Two Records         |
|         | 2001   | Iza Sings Louis                     | Iza Zając                                                  |                         |